# Le Courage d'aimer
Le Courage d'aimer è un film del 2005 diretto da Claude Lelouch.
Si tratta del rimontaggio del primo capitolo (Les Parisiens) della trilogia incompiuta Le Genre humain con le scene del film che ne doveva costituire il secondo capitolo e avrebbe dovuto intitolarsi Le Bonheur c'est mieux que la vie.